# Aeroportul Turkmenabat
Aeroportul Turkmenabat (IATA: CRZ, ICAO: UTAV) este un aeroport din Provincia Lebap, Turkmenistan ce deservește zona Türkmenabat.
Situat la o altitudine de 195 m, aeroportul dispune de 2 piste.

## Infrastructură

### Piste
Aeroportul dispune de 2 piste. Pista 15/33 are suprafața de beton. Pista 15/33 are suprafața de grassland[*]. 